# De Giscard à Mitterrand : 1977-1983
De Giscard à Mitterrand : 1977-1983 est un livre du sociologue français Raymond Aron paru en 2005.